# Euploea luzulina
Euploea luzulina är en fjärilsart som beskrevs av Moore 1883. Euploea luzulina ingår i släktet Euploea och familjen praktfjärilar. Inga underarter finns listade i Catalogue of Life.